# 三峽興隆宮

三峽興隆宮，攝於2016年。

三峽興隆宮媽祖廟，俗稱三峽媽祖廟。為一座道教的廟宇，主奉天上聖母，座落於新北市三峽區民權街50號，創於1755年，位於三峽老街，與三峽祖師廟、三峽福安宮，合稱三峽區三大古廟。
清代福建泉州安溪、永春移民在湄洲天后宮祈求媽祖香火，赴臺灣發展，落腳臺北，抵達三峽。1755年，十二姓氏檀越鳩資建廟，以祀媽祖。而後十二姓檀越分為七股，每年輪值舉行天后寶誕慶典。臺灣日治時期，曾因起義軍與日軍交戰，毀於戰火。1905年重建。

## 祀神
- 天上聖母（侍神千里眼、順風耳）
- 文昌帝君
- 魁斗星君
- 觀音菩薩
- 中壇元帥
- 月老星君
- 註生娘娘
- 八卦祖師
- 五路財神
- 法主公
- 太陽星君
- 太陰星君
- 北斗星君
- 南斗星君

## 三峽興隆宮媽祖廟管理委員會
- 第一屆任期為民國69年至79年，由林照裕先生擔任總幹事。
- 第二屆任期為民國79年至83年，由林照裕先生擔任執行常務委員兼任總幹事。
- 第三屆任期為民國83年至87年6月30日，主任委員由林照裕先生擔任，繼任總幹事於民國85年辭職後空缺。
- 第四屆任期為民國87年7月1日至91年6月30日，主任委員由林照裕先生擔任，總幹事空缺。
- 第五屆任期為民國91年7月1日至95年6月30日，主任委員由林照裕先生擔任，總幹事空缺。
- 第六屆任期為民國95年7月1日至99年6月30日，主任委員由林照裕先生擔任，總幹事空缺。
- 第七屆任期為民國99年7月1日至103年，主任委員由林照裕先生擔任，總幹事空缺。
- 第八屆任期為民國104年至現今，主任委員由陳福生先生擔任，林照裕先生被聘任榮譽主任委員。